# Мейтланд, Джон

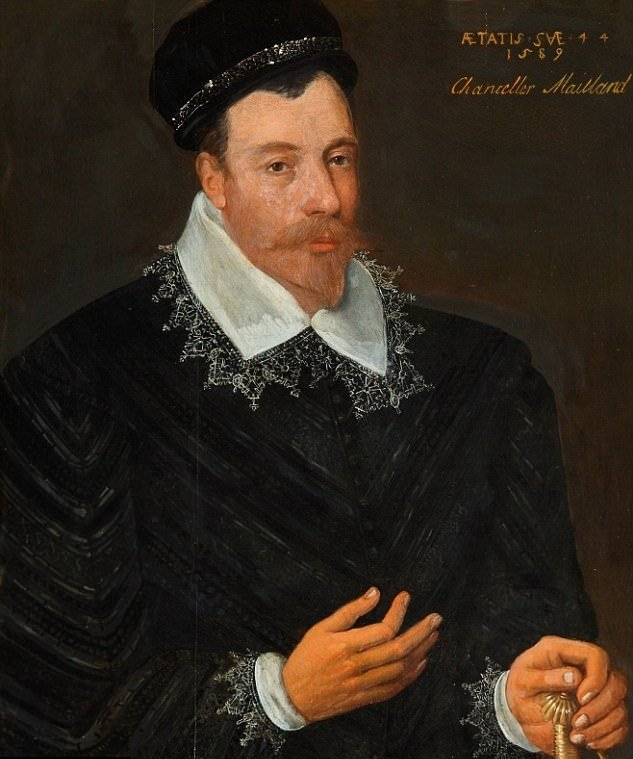
Сэр Джон Мейтленд, портрет приписывается Адриану Вансону

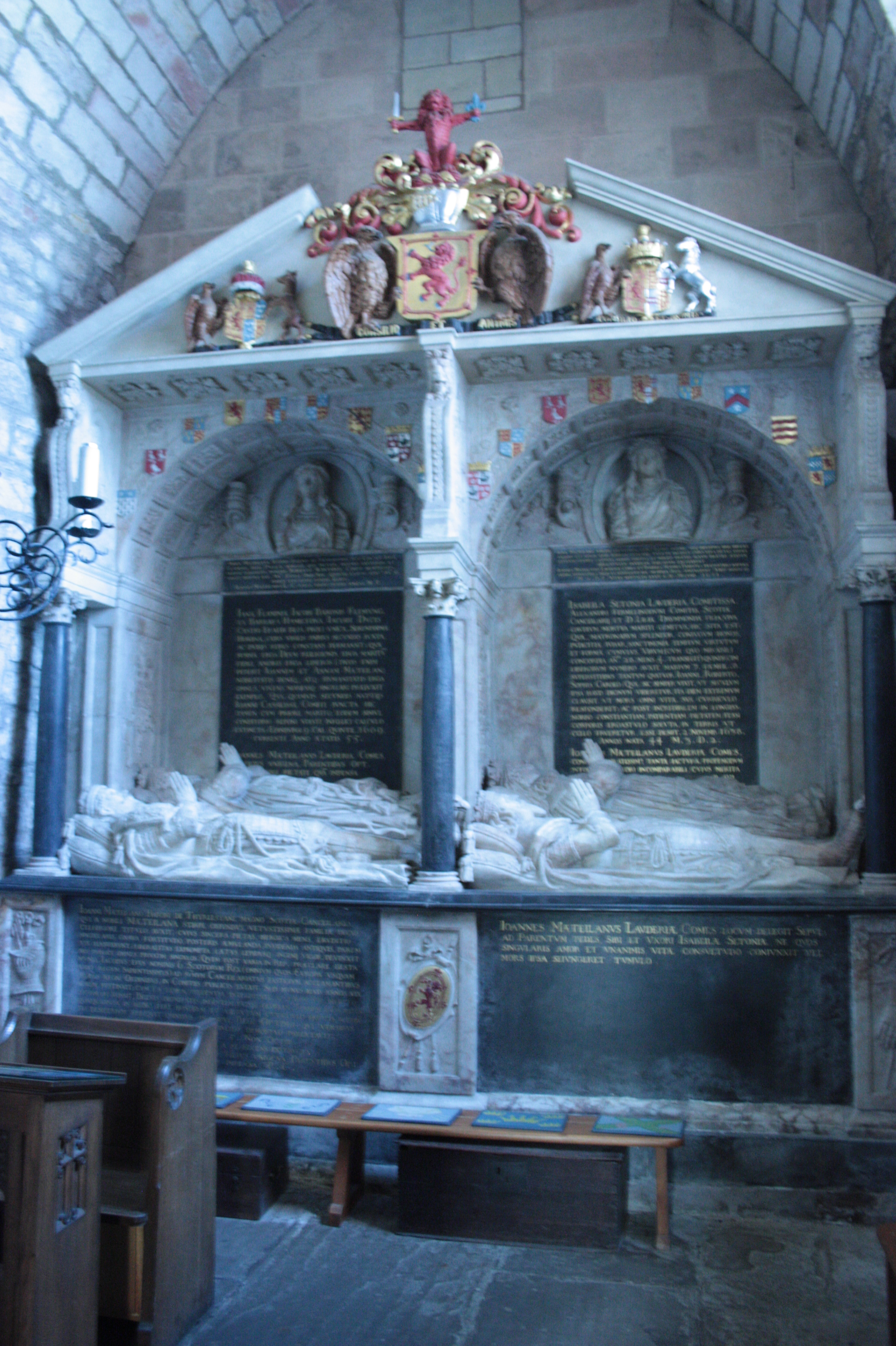
Могила Джона Мейтленда, церковь Святой Марии, Хаддингтон

Джон Мейтленд, 1-й лорд Мейтленд из Тирлестейна (англ. John Maitland, 1st Lord Maitland of Thirlestane; 1537 — 3 октября 1595) — шотландский государственный деятель, хранитель Тайной печати Шотландии (1567—1571, 1581—1583), секретарь Шотландии (1584—1591), лорд-канцлер Шотландии (1586—1595). В 1590 году ему был пожалован титул 1-го лорда Мейтленда из Тирлестейна.

## Биография
Он был вторым сыном сэра Ричарда Мейтленда (1496—1586) из Тирлестейна, графство Берикшир, и Летингтона, графство Хаддингтоншир, который поселил его на землях Тирлстейна. Был отправлен за границу для получения образования.
По возвращении Джона Мейтленда, благодаря влиянию его брата Уильяма Мейтленда, он получил предложение занять должность коммендатора аббатства Келсо, которую он вскоре после этого обменял с Фрэнсисом Стюартом, впоследствии графом Ботвеллом, на приорат Колдингем. Эта сделка была ратифицирована Марией Стюарт, королевой Шотландии, 20 апреля 1567 года.
После смерти своего отца он был назначен хранителем Тайной печати Шотландии 20 апреля 1567 года. Он также поддерживал регента Морея и заседал в его парламентах в декабре 1567 и августе 1568 годов. 2 июня 1568 года он был назначен сенатором Коллегии правосудия в качестве ординарного лорда по духовной части. Он сохранил приорат Колдингем до 1570 года.
После убийства регента Морея Джон Мейтленд присоединился к лордам, которые собрались от имени королевы в Линлитгоу и разделили опасности последовавшей гражданской войны. В конце 1570 года королевская партия объявила его мятежником вместе с его братьями Уильямом и Томасом, и все они были лишены права голоса в парламенте, который заседал в Кэнонгейте, так называемом «обрезанном парламенте».
Джон Мейтленд был лишен всех своих должностей и льгот и укрылся в Эдинбургском замке. После его капитуляции 29 мая 1573 года он был отправлен в качестве пленника в замок Танталлон в Хаддингтоншире. После девятимесячного заключения там он был переведен в Хью, дом лорда Сомервилля в Кауталли, под домашний арест с залогом в 10 000 шотландских фунтов стерлингов. В 1574/1575 году письмо о реабилитации в его пользу, как «Коммендатора Колдингема», было скреплено Большой печатью.
26 апреля 1581 года он был вновь назначен хранителем Тайной печати Шотландии и вернулся на судейскую скамью. Вскоре после этого он был назначен тайным советником, а после увольнения Роберта Питкэрна, аббата Данфермлина, 18 мая 1584 года назначен секретарем Шотландии. В парламенте, который собрался 22 числа того же месяца, его приговор к конфискации был смягчен, и ему были возвращены все почести, наследие и должности, которыми он ранее обладал.
1 мая 1585 года чума пришла в Эдинбург, и король и советники, включая Джона Мейтленда, отправились в замок Дирлтон, где их хозяин Джеймс Стюарт, граф Арран, развлек их роскошным банкетом и игрой в Робин Гуда.
Джон Мейтленд был назначен вице-канцлером 31 мая 1586 года, а также был назначен лордом-канцлером Шотландии в том же году после позора графа Аррана. В следующем, 1587 году, ему было даровано баронство Стобо .
В 1589 году против Джона Мейтленда была сформирована мощная комбинация во главе с графами Хантли, Эрролом и Ботвеллом. Предполагалось собраться в Каменоломнях, между Литом и Эдинбургом, ворваться в Холирудский дворец, подчинить короля и предать канцлера смерти. Однако короля и Мейтленда не было в Холирудском дворце, и заговор провалился. Вскоре после этого против него было составлено еще несколько заговоров, но все они были подавлены.

## Джон Мейтланд иАнна Датская
Он был одним из тех, кто сопровождал короля Шотландии Якова VI в его брачном путешествии в Норвегию и Данию. Мейтленд участвовал в финансировании и учете этого путешествия. По словам английского наблюдателя Томаса Фаулера, он заплатил за оснащение одного судна водоизмещением 126 тонн и половину стоимости другого. Щедрая провизия и банкетные принадлежности выдали тайное намерение короля отплыть на встречу с Анной Датской. Отчеты о расходах Мейтленда включают подготовку корабля «Джеймс Ройалл из Эйра», нанятого у Роберта Джеймсона, который был оснащен пушкой Джоном Чисхолмом, раскрашенные и снабженные новыми знаменами, а на паруса была нашита красная тафта. Плотники сделали новые складские помещения для продуктов, упомянутых Фаулером. Там стояли бочки с английским пивом и вином из подвалов дворца Холируд. Лодочник Джеймс Лун провел восемь дней, загружая корабль, а затем посадил короля и его компанию на борт.
В Осло 27 ноября некоторые из фрейлин Анны Датской попросили его присоединиться к Йенсу Нильссону, епископу Осло, чтобы ходатайствовать перед Яковом VI о помиловании Дэвида Каннингема из Робертланда. Он был принят при датском дворе после бегства из Шотландии после убийства графа Эглинтона в 1586 году. Джон Мейтланд и датские фрейлины получили аудиенцию у короля в Старом епископском дворце, и Дэвид Каннингем был помилован.
15 декабря Яков VI попросил его передать датскому советнику Стено Браге, брату астронома Тихо Браге, и молодому королевскому лейтенанту «Апиллу Гудлингстарре» или Акселю Гильденстерну подарки из серебряной посуды из его шкафа, а остальное Мейтланд должен был оставить себе . Серебро было подарком Якову VI от королевы Англии Елизаветы, предоставленным лондонским ювелиром Ричардом Мартином. Яков VI приказал Мейтленду подарить драгоценности Кристиану IV и его матери Софи Мекленбургской, а также другим членам королевской семьи. Эти подарки включали четыре больших столовых бриллианта и два больших рубина, оправленных в золотые кольца, которые мастер королевского гардероба Уильям Кейт из Дельни привез в Данию.
Вскоре после своего возвращения в Шотландию, 18 мая 1590 года, Джон Мейтленд был назначен лордом парламента с титулом 1-го лорда Мейтленда из Терлестейна. Мать Анны Датской София Мекленбургская попросила его организовать хозяйство ее дочери в Шотландии и консультировать по вопросам «чести и выгоды». Он проконсультировался с Анной во дворце Данфермлин в июле 1590 года, чтобы попросить ее назначить для нее домочадцев из благородных дам .
Яков VI Стюарт приехал в замок Терлестейн 15 февраля 1591 года, чтобы отпраздновать свадьбу своей племянницы с лэрдом Лугтоном. Сэр Роберт Кер из Сессфорда женился на его племяннице Маргарет Мейтленд, и он смог помочь Мейтленду в расположении Анны Датской . София Мекленбергская послала Мейтленду благодарственное письмо в июне 1591 года, выслушав хорошие отзывы от Вильгельма фон дер Венсе. Яков попросил его решить проблемы с оплатой труда в королевских семьях в апреле 1591 года после того, как кухонный персонал покинул свои посты, и он напомнил Джону Мейтленду об обещаниях, которые он дал Софии, написав: «Предположим, мы небогаты, давайте будем гордиться бедными телами».
Энн Датская считала себя законным владельцем Масселборо и Инвереска, земель, принадлежащих Джону Мейтленду, которые были собственностью аббатства Данфермлин к югу от реки Форт. Эти земли были переданы ей после того, как датский посол Паулюс Книббиус представил Мейтленду в 1592 году. Она возмущалась властью Мейтленда в январе 1593 года обратилась за помощью против него и его жены, Джин Флеминг, которая, как она считала, оклеветала ее и обвинила в причастности к графу Ботвеллу. В 1594 году Яков VI обратился к ее брату Кристиану IV из Дании с просьбой снова принять Джона Мейтленда.
В феврале 1595 года его отношения с королевой, кажется, улучшились, и придворный Роджер Астон сообщил, что он подружился с советниками королевы, людьми, которые раньше были его «недружелюбными». В совет королевы входили Александр Сетон, Уолтер Стюарт из Блантайра, Джеймс Эльфинстоун и Томас Гамильтон.
В июле 1595 года Джон Мейтленд написал графу Эссексу об их будущем «прилежном разведывательном сношении» с участием шотландского дипломата Ричарда Кокберна из Клеркингтона и секретаря Эссекса Энтони Бэкона. Эссекс ответил, что пишет только с ведома королевы, и они будут рады получить письма от Мейтленда или Кокберна.

## Смерть
Джон Мейтленд умер 3 октября 1595 года в замке Тирлестейн после месячной болезни, которую посещали врач доктор Мартин Шенер и министр Роберт Брюс. Он был похоронен в боковой часовне на северной стороне церкви Святой Марии в Хаддингтоне, где в его память был воздвигнут великолепный памятник с эпитафией, составленной королем Яковом VI.
Портрет Джона Мейтленда работы Адриана Вансона в Хэм-Хаусе был оценен в 2 фунта стерлингов в 1683 году. Экспертиза, проведенная Кэролайн Рей в 2016 году, показала, что он был нарисован поверх изображения Марии, королевы Шотландии.

## Семья
Джон Мейтленд женился на Джин Флеминг (ок. 1554—1609), дочери Джеймса, 4-го лорда Флеминга (1534—1558), и Барбары Гамильтон (? — 1577) в январе 1583 года. У супругов были следующие дети:
- Анна Мейтленд (1589 — 6 июля 1609), которая вышла замуж за Роберта Сетона, 2-го графа Уинтона (ок. 1585—1634)
- Джон Мейтленд, 1-й граф Лодердейл (? — 18 января 1645).